# Sheslay River
Der Sheslay River ist der linke Quellfluss des Inklin River in der kanadischen Provinz British Columbia.

## Flusslauf
Der Sheslay River hat seinen Ursprung in den zentralen Boundary Ranges, von deren Gletschern er gespeist wird. Er fließt über eine Strecke von 60 km in nordöstlicher Richtung bis zur Einmündung des Hackett River von rechts. Anschließend fließt der Sheslay River 90 km in nördlicher Richtung bis zu seiner Vereinigung mit dem von Osten kommenden Nahlin River zum Inklin River. Die beiden gletschergespeisten linken Nebenflüsse Samotua Creek und Tatsatua Creek münden in den Unterlauf des Sheslay River. Die Flussstrecke unterhalb der Einmündung des Hackett River wird zum Rafting genutzt.